# 高雄市私立正義高級中學
高雄市私立正義高級中學（英語：Cheng Yi Senior High School），簡稱為正義高中或正義中學，位於臺灣高雄市鳳山區，設有國中部及高中部。

## 校史
- 1971年2月李延品先生籌設正義補習學校。
- 1971年7月設立高級電子設備修護科、高級商業科、中級商業科。
- 1990年5月改制為正義工業家事職業學校，原正義補習學校改為正義工業家事職業學校附設補校。
- 1991年設立普通科音樂班。
- 1992年12月改制為正義高級中學。

## 校長
| 任別 | 任期                   | 姓名   |
| ---- | ---------------------- | ------ |
| 1    | 1971年8月 － 1990年9月 | 李延品 |
| 2    | 1990年9月 － 1992年7月 | 吳萬宗 |
| 3    | 1992年8月 － 2004年2月 | 趙崑霖 |
| 4    | 2004年8月 － 2006年7月 | 劉長富 |
| 5    | 2006年8月 － 2013年1月 | 柳信榮 |
| 6    | 2013年2月 － 2014年7月 | 余碧芬 |
| 7    | 2014年8月 － 2020年1月 | 周宗榮 |
| 8    | 2020年2月 － 現任      | 俞德淦 |

## 外部連結
- 高雄市私立正義高級中學學校網站 （页面存档备份，存于）
- 教育部國民及學前教育署[永久]